# Bépoidyr
Bépoidyr est une commune rurale située dans le département de Réo de la province de Sanguié dans la région du Centre-Ouest au Burkina Faso.

## Démographie
| 2003 | 2006 | 2012 |
| ---- | ---- | ---- |
| 719  | 674  | -    |